# Compreensão
A compreensão (do termo latino comprehensione) é um processo psicológico que indica o entendimento do significado de algo. De acordo com a taxonomia de Bloom, é uma das habilidades do domínio cognitivo que solicitam a interpretação de um contexto, ou imprimem, a ele, um significado.

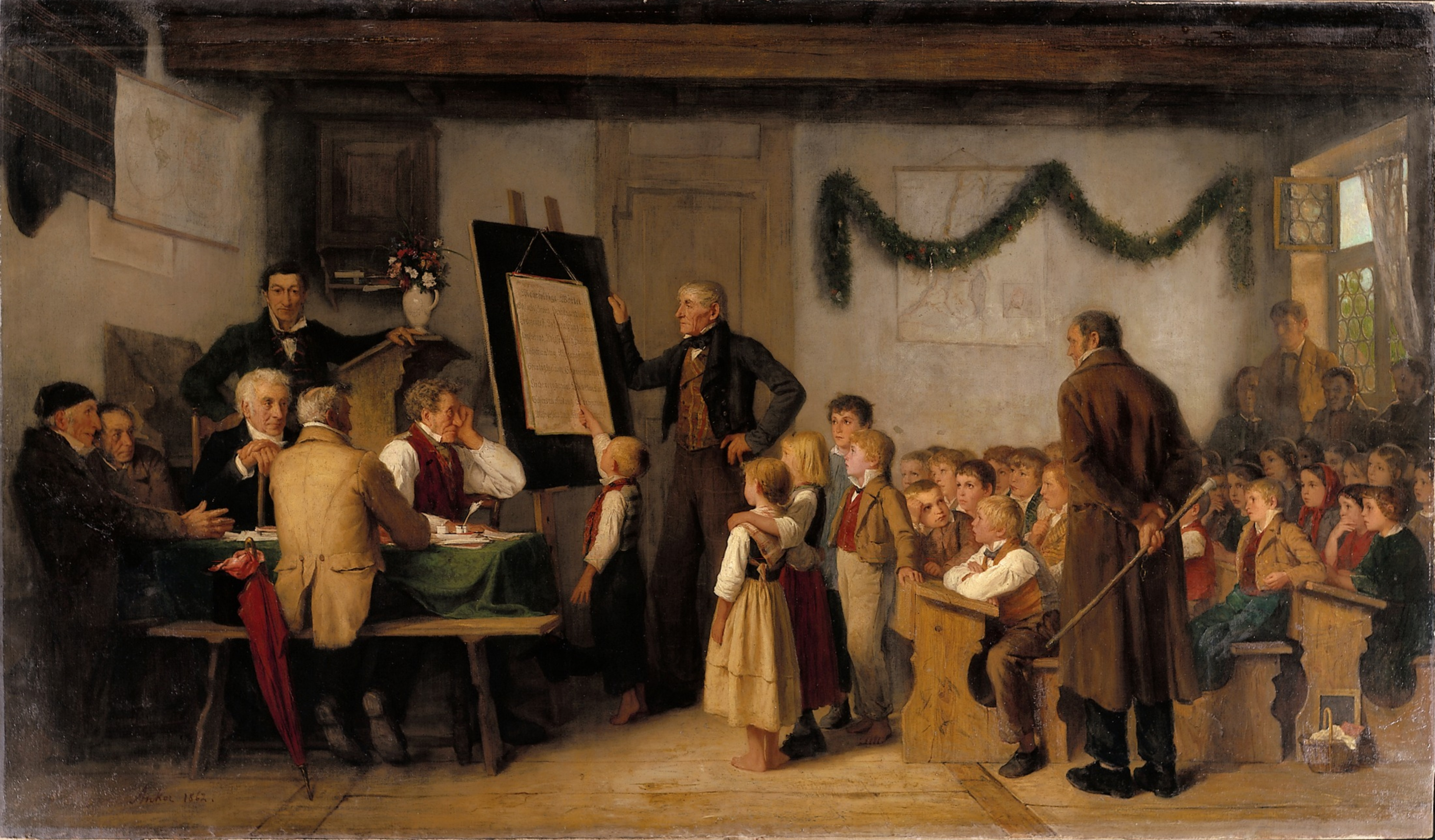
"O exame escolar" (1862), de Albert Anker. Os exames têm a finalidade de avaliar o grau de compreensão dos estudantes acerca da matéria ministrada nas aulas.